# 宇治市植物公園
宇治市植物公園（うじししょくぶつこうえん）とは、京都府宇治市にある植物園である。1996年（平成8年）10月に開園し。総面積約10ヘクタールの敷地に約1,400余種、約3,200余本の植物が植えられ展示されている。山野の草展、木の実展、バラ展、果物展など、さまざまな植物に関する展示を年間20回程度開催しており様々な植物の生態や展示が楽しめる。　

## 主な展示

### 修景池
洪水調整池を利用して制作されており、カキツバタ、キショウブ、ミソハギ等が植栽され夏季には彩り豊かな水辺景観が見られ楽しめる構成となっている。

### 花壇・花木園
園沿いに四季おりおりに咲く草花が配置されており、早春から夏にかけてはウメ、サトザクラ、バラ、サルスベリなどの花も見られ、花爛漫の景観が楽しめる。

### 棚 田
日本古来の景観である棚田を元に進化させた構造で、ヒガンバナ、スイセン等で彩り、壇上の花園が楽しめる構成となっている。

### 壁泉・カナール・花の広場
壁を流れる水から、花と水のタペストリーに至る水の流れ（カナール）の両脇に針葉樹林と花壇が展開しており、花の広場に至る事が出来る。花の広場では、池・滝・タペストリーを一体化させ、池上にはステージを設け、コンサートなどのイベントも開催される。

### 花と水のタペストリー
本園を代表する展示で、宇治市に因んだテーマや季節の文様などの絵柄を草花で描いている。幅62m、高さ18mの雛壇（46段）に、約3600基余のプランターを並べ、その季節に合った植物でタペストリーの構成がなされている。

### ハーブ園
古来より薬、料理の味付けや、保存、防虫、芳香等に使われ、暮らしと密着した文化であるハーブを焼く140種類展示してあり
これらのハーブを楽しむ事が出来る。

### 宇治市の宝木
宇治市で選出、選定された茶の3原木とされる展示がある。

### アカマツ林
クマザサ等の地被植物を加えた構成と。カマツガ、ウメモドキ等低木等、趣があるアカマツ林が創出された展示構成となっている。また、園の周囲には日本各地の野生菊も展示収集されており季節ごとの景観が楽しめる。

### コナラ林
コナラ、クヌギ等を主とする雑木林の景観を再現した展示内容であり、ユスラウメ、ツリバナ、キキョウ等の展示もある構成となっている。

### モミジ林
モミジ類の他、マンリョウ、コムラサキ、マユミ等の展示により、「秋の錦の景」を創出する事を目的にしている。池端には茶亭が設けられており、茶花等を配し、雰囲気のある日本的な落ち着いた風情を演出しており、その景観を楽しめる。

### 源氏物語関連植物
宇治十帖の、源氏物語に所縁のある植物を円周状に植栽し、歌碑等、宇治十帖に関連のあるとされる展示物を添えて、当時の景観や風情が想像できる空間の創出がなされている。

### 姉妹都市からの植物
スリランカ・ヌワラエリア市 / カリッサ他6種
中華人民共和国・咸陽市 / トウアジサイ・ノサイカチ他3種
カナダ・カムループス市 / ポンデローサマツ他5種

## その他画像

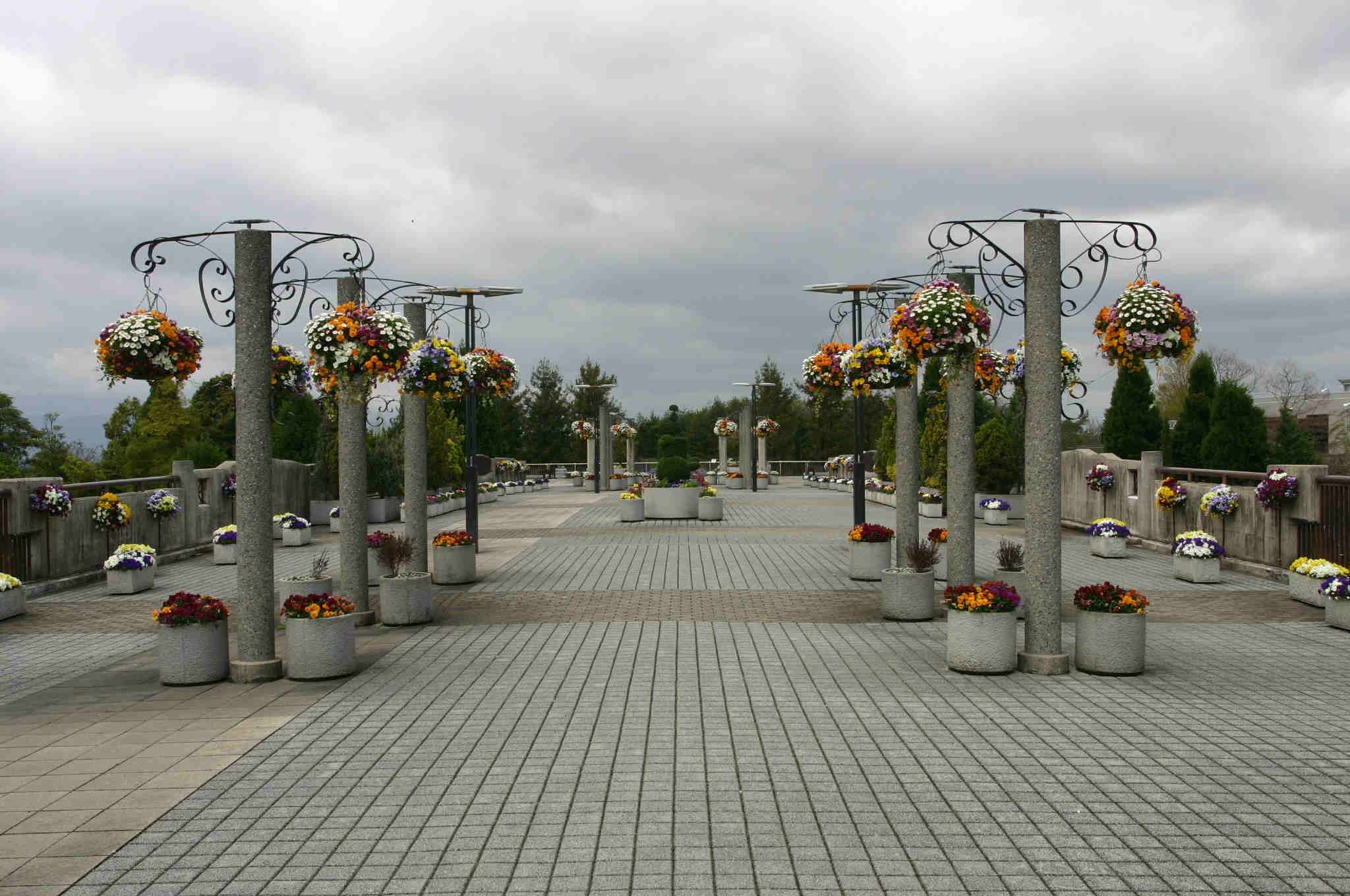
ゲート
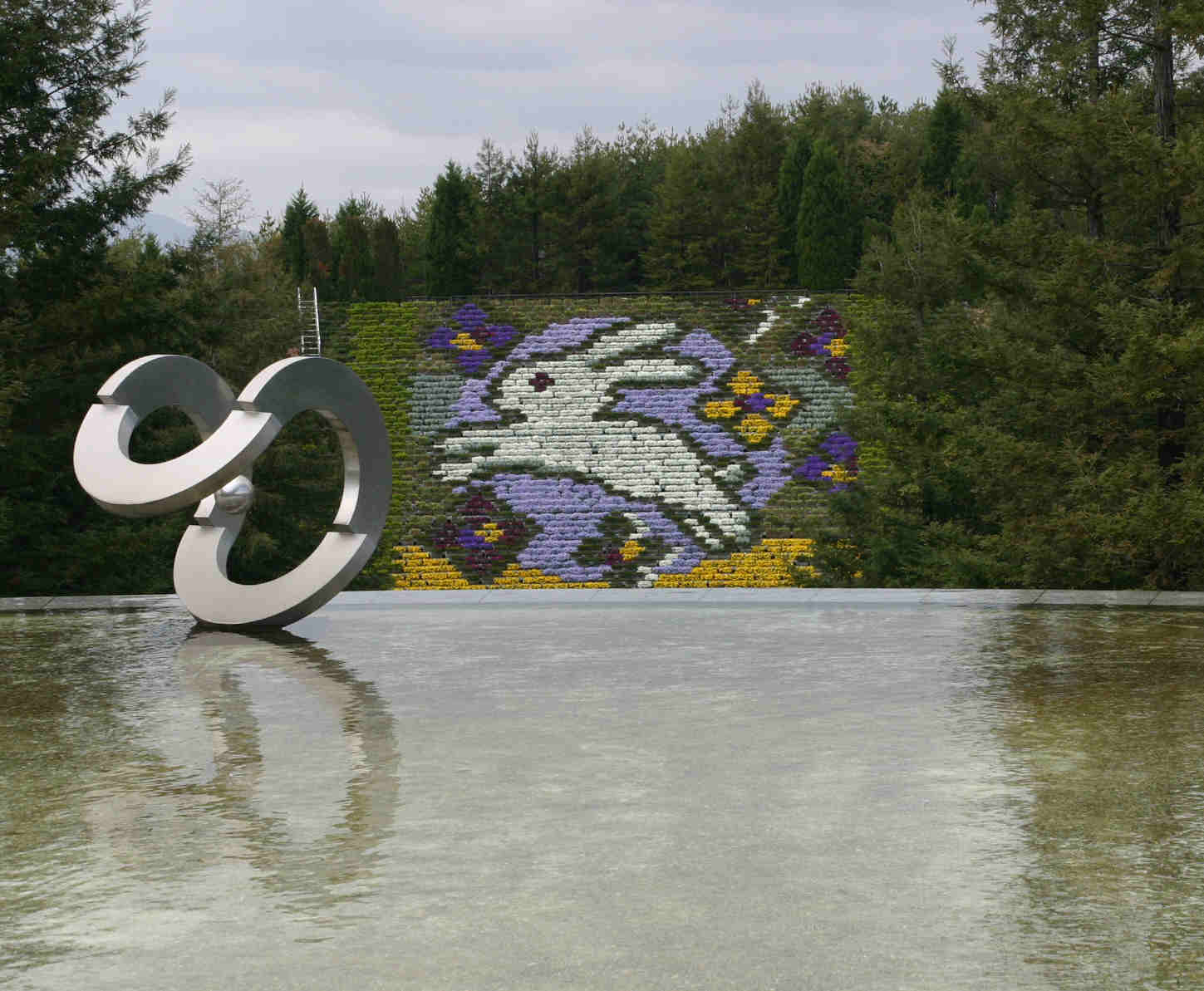
タペストリー
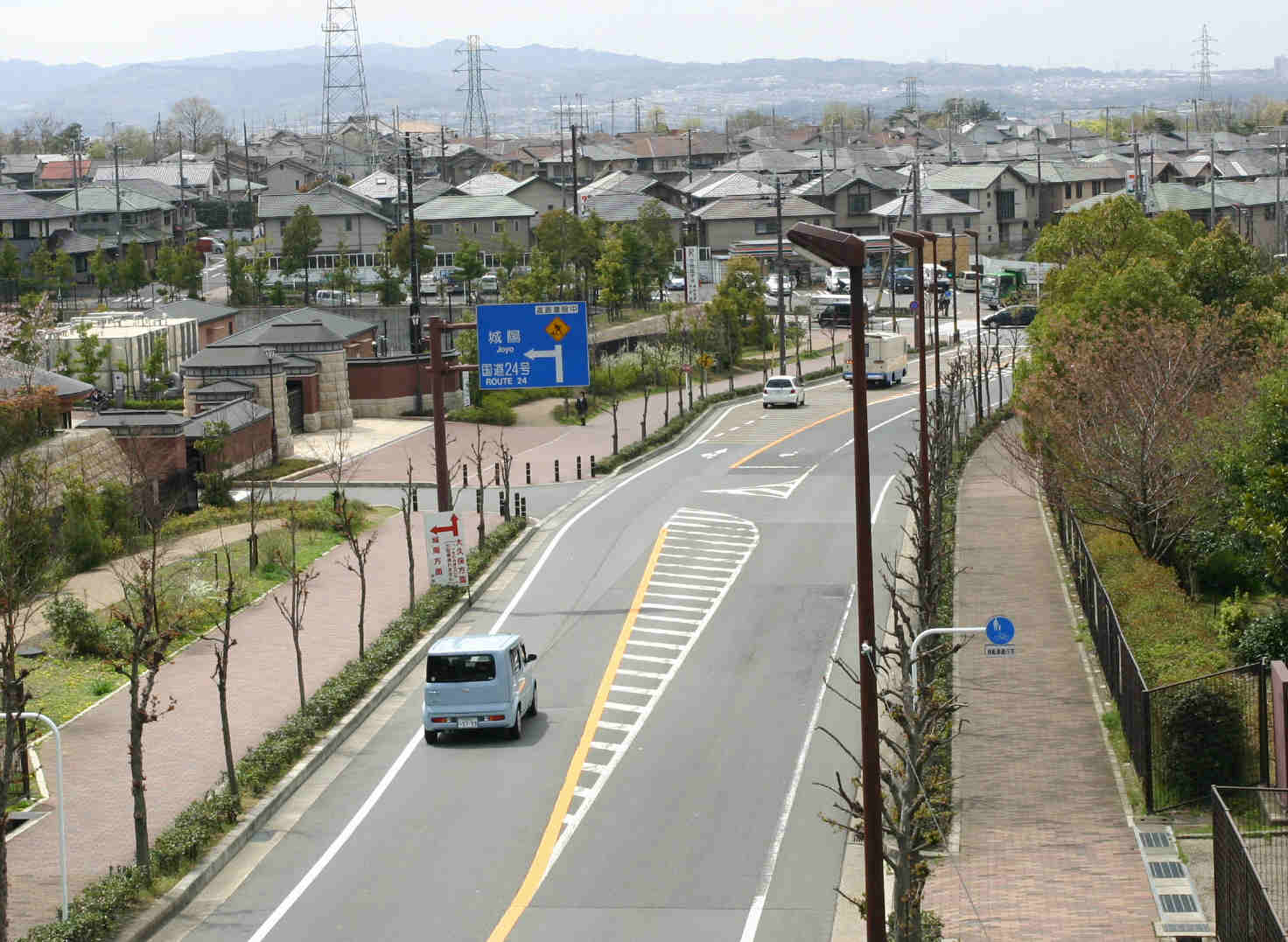
フラワーブリッジから城陽市方面を望む